# Bernard de Dryver
 Bernard de Dryver  va ser un pilot de curses automobilístiques belga que va arribar a disputar curses de Fórmula 1.
Va néixer el 19 de setembre del 1952 a Brussel·les, Bèlgica.

## A la F1
Bernard de Dryver va debutar a la setena cursa de la temporada 1977 (la 28a temporada de la història) del campionat del món de la Fórmula 1, disputant el 5 de juny del 1977 el G.P. de Bèlgica al circuit de Zolder.
Va participar en un total de dues curses puntuables pel campionat de la F1, disputades en dues temporades consecutives (1977-1978) no aconseguint classificar-se per disputar cap cursa i no assolí cap punt pel campionat del món de pilots.

## Resultats a la Fórmula 1
| Any  | Equip             | Xassís | Motor    | 1   | 2   | 3   | 4     | 5   | 6       | 7       | 8   | 9   | 10  | 11  | 12  | 13  | 14  | 15  | 16  | 17  | Posició | Punts |
| ---- | ----------------- | ------ | -------- | --- | --- | --- | ----- | --- | ------- | ------- | --- | --- | --- | --- | --- | --- | --- | --- | --- | --- | ------- | ----- |
| 1977 | British F1 Racing | March  | Cosworth | ARG | BRA | SUD | O.USA | ESP | MON     | BEL NVQ | SUE | FRA | GBR | ALE | AUT | HOL | ITA | USA | CAN | JAP | -       | 0     |
| 1978 | Bernard de Dryver | Ensign | Cosworth | ARG | BRA | SUD | O.USA | MON | BEL NVQ | ESP     | SUE | FRA | GBR | ALE | AUT | HOL | ITA | USA | CAN |     | -       | 0     |

### Resum
| Curses: | Victòries: | Pòdiums: | Poles: | Voltes ràpides: | Punts: |
| ------- | ---------- | -------- | ------ | --------------- | ------ |
| 2 (0)   | 0          | 0        | 0      | 0               | 0      |